# Servizio ferroviario metropolitano di Salerno
Il servizio ferroviario metropolitano di Salerno è un servizio ferroviario urbano che serve la città di Salerno lungo l'asse est-ovest, dalla stazione centrale fino allo stadio Arechi e all’ospedale Ruggi. I treni percorrono una linea ferroviaria dedicata, lunga circa sei chilometri, a binario unico e in affiancamento alla ferrovia Ferrovia Napoli-Battipaglia, e con 6 fermate urbane (Salerno, Torrione, Pastena, Mercatello, Arbostella e Stadio Arechi). L’infrastruttura è gestita da RFI, mentre il servizio è svolto da Trenitalia, secondo quanto previsto dal contratto di servizio stipulato con la Regione Campania.
È in costruzione il prolungamento della linea dall’attuale capolinea, Stadio Arechi, fino all’Aeroporto di Salerno-Pontecagnano, con la costruzione di ulteriori 9 km di linea e 5 nuove fermate/stazioni: 2 nel territorio di Salerno e 3 in quello di Pontecagnano.

## Storia
L'idea di un servizio urbano da connettere a quello regionale risale agli anni ottanta, quando il CIPE autorizzò il finanziamento per l'infrastruttura richiesto dal Ministero per le aree urbane. Il 9 maggio 1996 venne firmato un accordo quadro tra i diversi enti coinvolti. Successivi accordi risalgono al 18 dicembre 2001, al 31 ottobre 2002 e al 29 dicembre 2004.
La delibera del CIPE è la numero 74 del 23 aprile 1997 che stanzia 75 miliardi di lire ai sensi della legge 144 del 1995 a favore delle aree depresse e 5 miliardi tramite un mutuo della Cassa Depositi e Prestiti erogato al comune di Salerno. Il progetto vi era denominato sistema ferroviario di tipo metropolitano della conurbazione salernitana.
Nel dicembre 1999 iniziano i lavori a cura dell'ATI tra la Mattioli SpA e la Perilli Sme Impianti in seguito a gara pubblica con il criterio del massimo ribasso e delibera numero 1161 del comune di Salerno. La durata dei lavori prevista era di 700 giorni, con la previsione dell'entrata in servizio per il 1º maggio 2002.
Nel maggio 2001 il Comune di Salerno erogò un finanziamento di ulteriori 3 miliardi di lire a causa della precedente sospensione dei lavori.
Nel settembre 2002 fu inaugurata la stazione di Duomo-Via Vernieri, utilizzata dai treni regionali della relazione Napoli-Salerno. Nel novembre 2004 i lavori ripresero dopo una sospensione a causa di problemi economici e il 18 novembre viene firmato un protocollo d'intesa tra Regione, Comune e RFI, stanziando ulteriori 15 milioni per adeguare gli impianti tecnologici agli standard RFI; contestualmente, il medesimo ente si impegnò a finanziare con 8 milioni di euro la stazione di via Monti e le barriere fonoassorbenti.
Il 17 marzo 2008 fu firmato un nuovo accordo tra Comune di Salerno, Regione, Provincia, RFI e Comune di Pontecagnano, in base al quale si decise che i lavori nella stazione centrale di Salerno e quelli per il prolungamento fino a Pontecagnano dalla stazione Arechi sarebbero stati eseguiti da RFI. Furono inoltre riconosciute all'ATI riserve per ulteriori 9 milioni di euro per il completamento, previsto per giugno 2009, della tratta stazione centrale-stadio Arechi.
Nel gennaio 2010 l'infrastruttura già realizzata venne ceduta dal Comune a RFI in seguito a un accordo già firmato nel 1999; l'intesa istituzionale per la gestione di tale infrastruttura fu stipulata il 3 dicembre in seguito a delibera comunale 894 del 30 luglio 2010. Nel frattempo, il 26 febbraio, la Regione Campania aveva stipulato il contratto di servizio con Trenitalia; il 6 dicembre, tuttavia, la nuova Giunta regionale nel frattempo subentrata annullò la delibera del 26 febbraio 2010 per mancanza della copertura finanziaria, rinviando a data da destinarsi l'inizio del servizio.

Il 29 aprile 2011 la Regione annunciò di non poter finanziare il servizio a causa degli elevati costi di gestione in relazione ai passeggeri previsti, imponendo una rimodulazione dell'offerta di trasporto prevista con corse ogni 60 minuti.

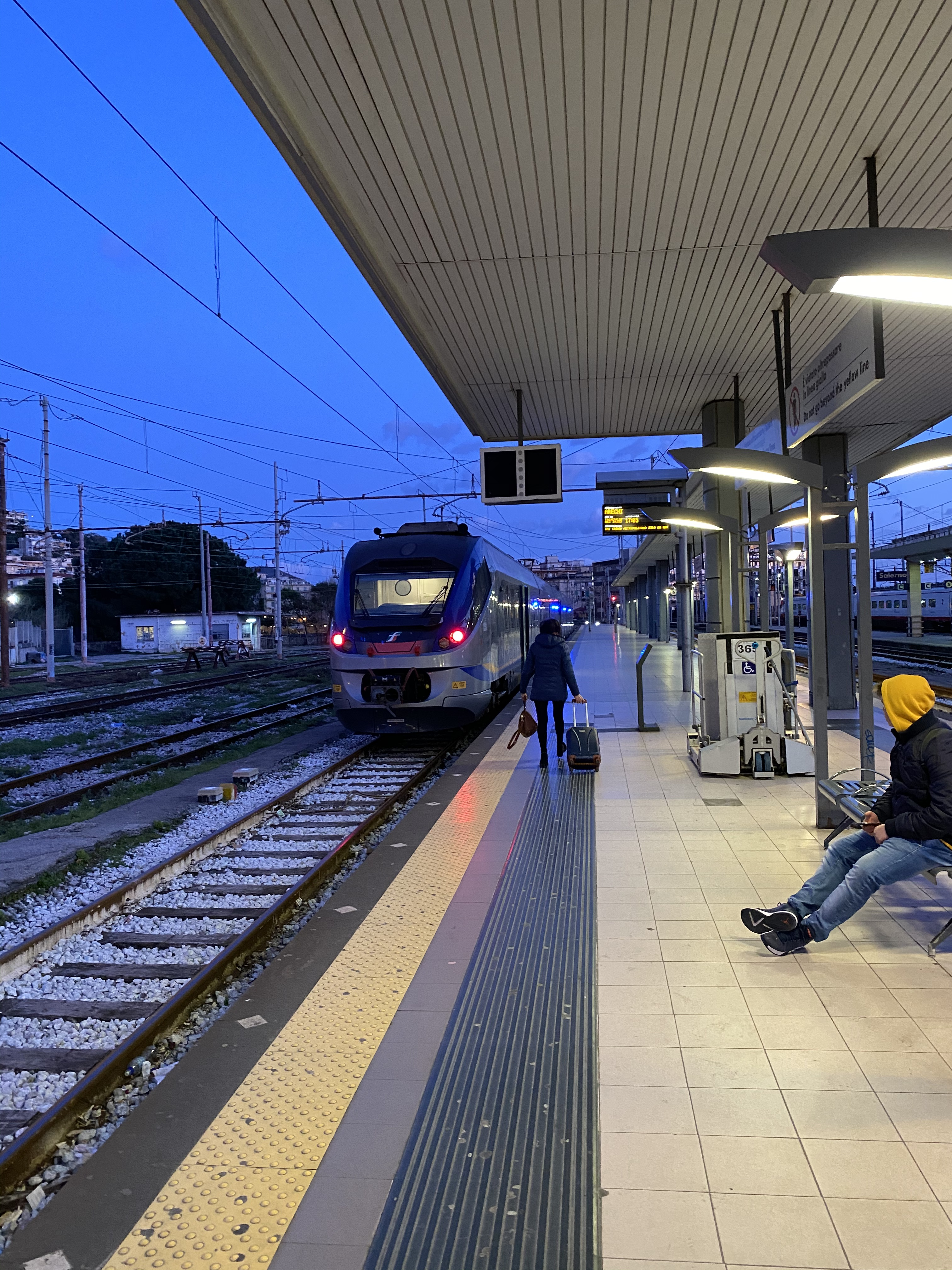
Treno in partenza dalla stazione di Salerno al binario 7 Sud

Il 30 aprile 2012 è stato redatto il verbale di ultimazione dei lavori dell'infrastruttura cittadina.
Nel mese di dicembre 2012 il Ministero delle Infrastrutture e dei Trasporti diede il via libera alla cosiddetta "metropolitana di Salerno", approvando il relativo accordo di programma e un finanziamento di 9 milioni di euro. Nel medesimo periodo l'Eav, per conto della Regione Campania, sottoscrisse il protocollo d'intesa per l'inserimento della metropolitana del capoluogo nel sistema del ferro campano, passo indispensabile per poter attivare l'infrastruttura e consentire il completamento alcuni interventi sugli impianti di sicurezza. Il 6 giugno 2013 è stato firmato il protocollo d'intesa tra Comune di Salerno, RFI, Ministero delle Infrastrutture e dei Trasporti e Regione Campania in cui le parti si sono impegnate a far partire il servizio entro il 1º novembre 2013.
Nel luglio 2013 sono iniziati i lavori di ripristino delle stazioni e della linea per un importo di circa 1 milione di euro.
Il 23 settembre 2013, al termine dei lavori di ripristino delle stazioni, è stato eseguito il viaggio inaugurale dimostrativo, mentre il 4 novembre la linea è entrata in funzione.
Il 1º aprile 2014 il servizio venne sospeso per carenza di fondi gestionali, e riattivato il 22 giugno 2014 grazie ad un accordo tra Trenitalia e Regione Campania.
A partire dal 1º febbraio 2025, per lavori di potenziamento infrastrutturale nella stazione di Salerno, la circolazione sulla tratta è stata sospesa ed è stato attivato un servizio sostitutivo operato con bus.

## Infrastruttura
| Tratta                            | Inaugurazione   | Lunghezza | Fermate/stazioni | Tempo di percorrenza | Velocità media |
| --------------------------------- | --------------- | --------- | ---------------- | -------------------- | -------------- |
| Stazione Centrale - Stadio Arechi | 4 novembre 2013 | 5,663 km  | 6                | 19 min               | 30 km/h        |

L'infrastruttura è classificata come linea ferroviaria, atta a svolgere un servizio ferroviario urbano per la città di Salerno: tuttavia, sia nei documenti relativi alla linea, sia nei giornali locali, è definita anche "metropolitana", "metropolitana leggera" o "metropolitana di superficie", nonostante l'infrastruttura non presenti le caratteristiche tecniche di una metropolitana tradizionale.
La linea è costituita da un binario indipendente, lungo 5,663 km e costruito ex novo parallelamente al binario dispari della ferrovia Napoli-Battipaglia, e da 5 fermate/stazioni (oltre alla stazione di Salerno), tutte situate nei confini comunali della città di Salerno e costruite appositamente per svolgere tale servizio: Torrione, Pastena, Mercatello, Arbostella e Stadio Arechi. Nello specifico, le fermate di Pastena e Arbostella sono dotate di un solo binario, mentre le stazioni di Mercatello e di Arechi sono dotate di due binari: la stazione di Torrione, invece, è dotata di un secondo binario non collegato all’infrastruttura. Nella stazione di Salerno, il servizio utilizza in maniera esclusiva il binario 7 Sud, presso il quale la cartellonista di stazione è stata modificata rispetto a quella già presente in stazione, con l’aggiunta della dicitura “Stazione Centrale”.
Tutte le fermate/stazioni sono segnalate da una palina con la sigla “M” su sfondo rosso.

## Servizio
Il servizio è svolto, tra la stazione di Salerno e quella di Arechi, dalle 6:00 alle 22:35 nei giorni feriali, tramite 33 coppie di treni, mentre nei giorni festivi è svolto dalle 6:30 alle 22:35, con 29 coppie di treni, e prevede, in entrambe le direzioni, un treno ogni 30 minuti, con un tempo di percorrenza che varia dai 17 ai 21 minuti. Gli orari delle corse sono cadenzati per la maggior parte della giornata, ad esclusione delle prime corse del mattino, con partenze, da entrambi i capolinea, ai minuti '05 e '35. In occasione di eventi speciali, il servizio viene potenziato, con l'implementazione di corse aggiuntive oltre l'usuale orario di termine dell'esercizio.

## Materiale rotabile

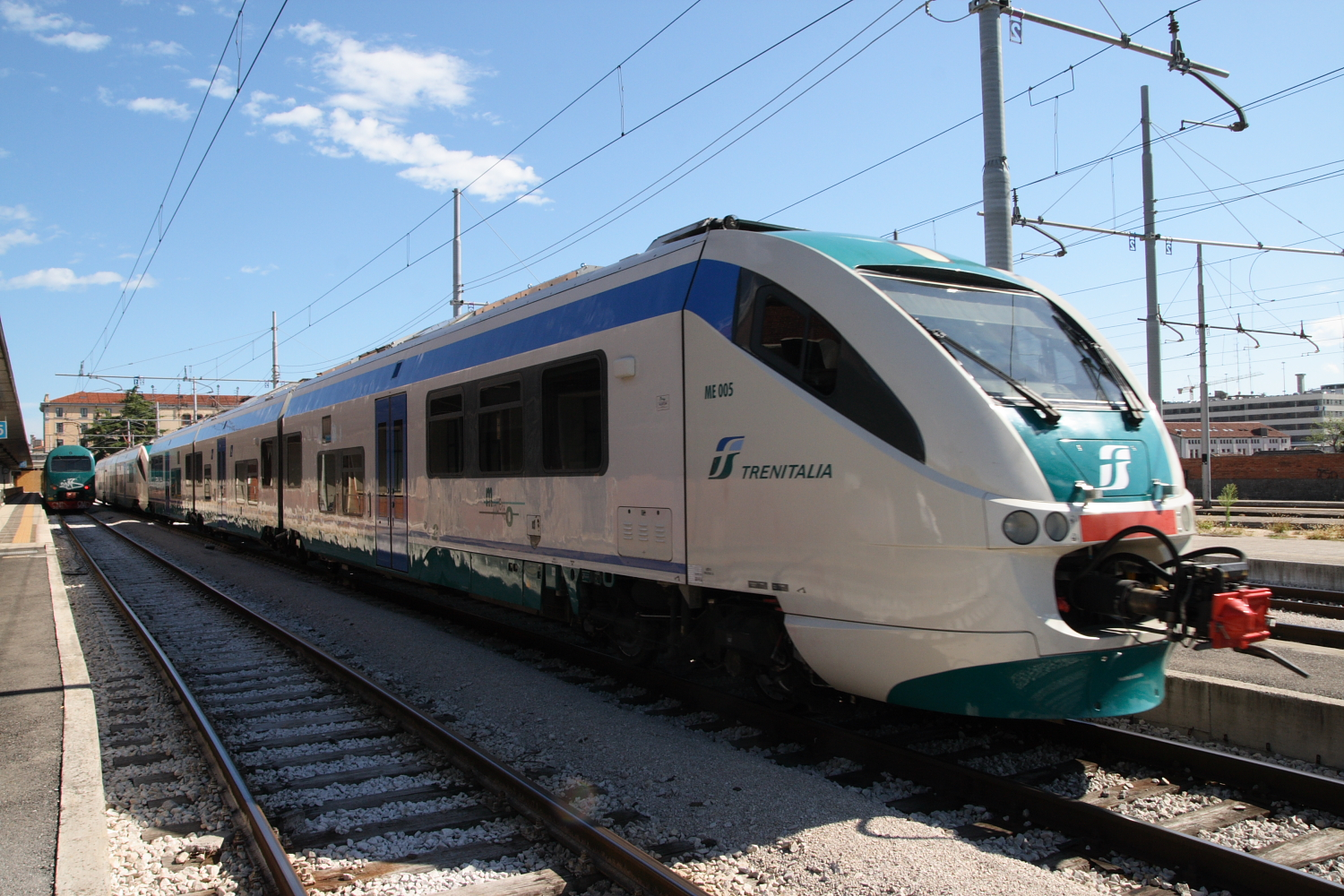
Un Minuetto in servizio sulla linea

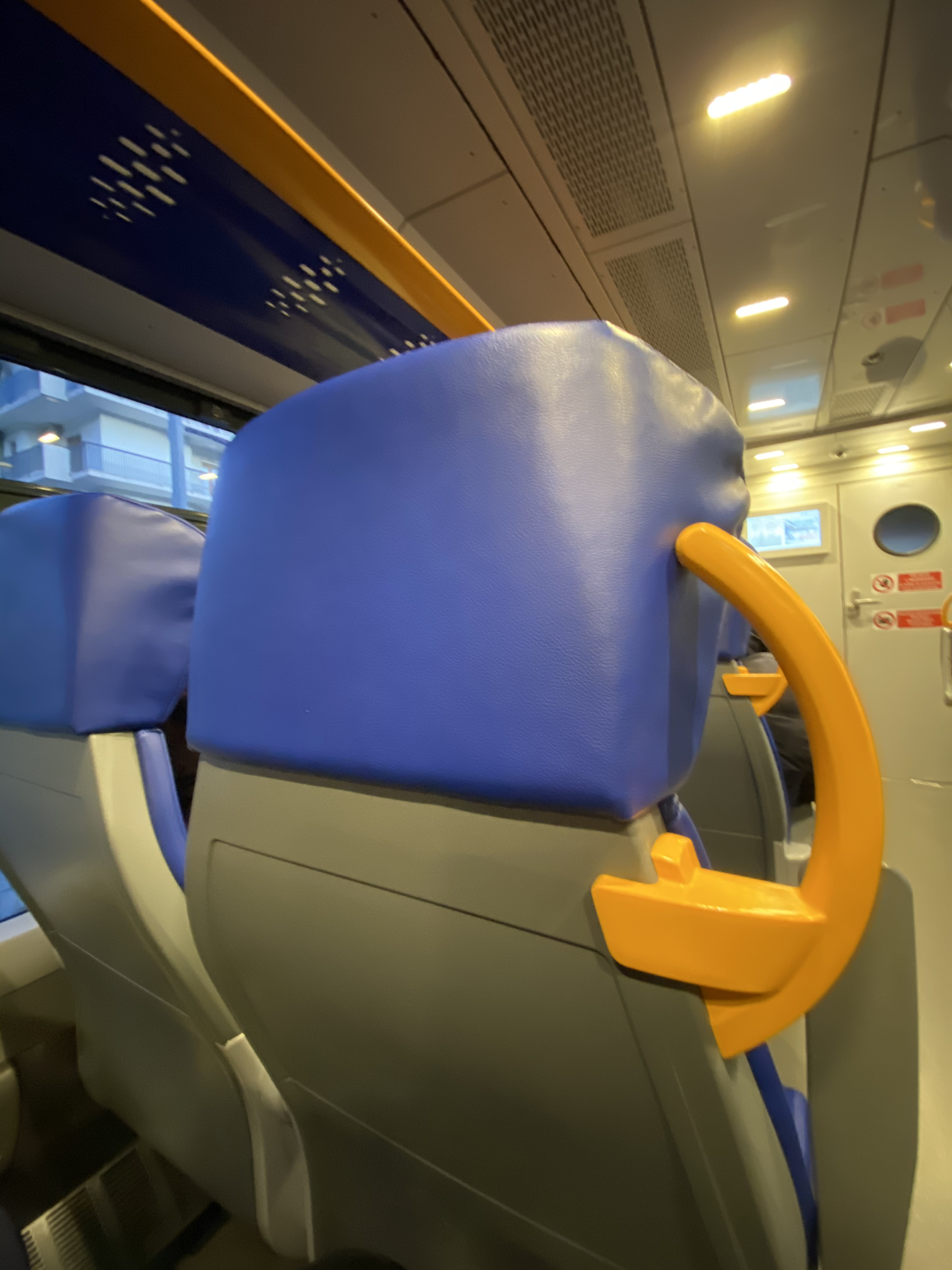
Interni di un ETR 425 "Jazz", in servizio sulla tratta dal 2019

Nel maggio 2001 fu firmato il contratto per la fornitura di tre convogli. La gara, di 9 milioni di euro, aveva quale stazione appaltante l'Ente Autonomo Volturno e fu vinta dalla Alstom, che in quel periodo aveva acquisito la fornitura di numerosi convogli analoghi a Trenitalia e ad altre imprese ferroviarie italiane: si trattava di un'elettromotrice a 3 casse, denominata ALe 501-ALe 502 e soprannominata "Minuetto". Data la maggiore disponibilità di materiale rotabile, in occasione di eventi che richiedono maggiore capienza dei convogli, quali partite di calcio della U.S. Salernitana, concerti presso lo stadio Arechi e manifestazioni cittadine come Luci d'artista, viene utilizzata una coppia di treni Alstom ETR 425 "Jazz".

## Percorso
| Unknown route-map component "CONTgq" | Unknown route-map component "ABZg+lr" | Unknown route-map component "CONTfq" |

|  | Station on track |

| Unknown route-map component "CONTgq" | Unknown route-map component "ABZgr" |  |

|  | Stop on track |

|  | Stop on track |

|  | Stop on track |

|  | Stop on track |

|  | End station |

|  | Unknown route-map component "exLCONTf" |

|  | Unknown route-map component "exLDST" |

|  | Unknown route-map component "exLHST" |

|  | Unknown route-map component "exLHST" |

|  | Unknown route-map component "exLBHF" |

|  | Unknown route-map component "exLKBHFe" |

| Tratta                                    | Stato          | Inaugurazione | Lunghezza | Fermate/stazioni |
| ----------------------------------------- | -------------- | ------------- | --------- | ---------------- |
| Stadio Arechi - Aeroporto di Pontecagnano | In costruzione | 2026          | 8,989 km  | 5                |

| Reti di trasporto pubblico urbano in Italia | Reti di trasporto pubblico urbano in Italia |
| ------------------------------------------- | --- |
| Servizi ferroviari suburbani                | Bari · Bologna · Cagliari · Catanzaro (sospeso dal 2022) · Genova · Matera · Messina · Milano · Napoli · Palermo · Perugia · Potenza · Reggio Calabria · Roma · Salerno (servizio metropolitano · Circumsalernitana) · Ticino · Torino                                           |
| Metropolitane                               | Brescia · Catania · Genova · Milano · Napoli · Roma · Torino |
| Tranvie e metrotranvie                      | Bergamo (Bergamo-Albino · Bergamo-Villa d'Almè, in costruzione) · Bologna (in costruzione) · Cagliari · Firenze · Messina · Milano (rete urbana · Milano-Seregno, in costruzione) · Napoli · Padova · Palermo · Roma · Sassari · Torino · Trieste (tranvia di Opicina) · Venezia |
| Filovie                                     | Ancona · Avellino · Bologna · Cagliari · Chieti · Genova · La Spezia · Lecce · Milano · Modena · Napoli · Parma · Rimini-Riccione (Filobus · Metromare) · Roma |
| People mover                                | Bologna · Milano · Perugia · Pisa · Venezia |

| Architetture di Salerno   | Architetture di Salerno | Architetture di Salerno |
| ------------------------- | --- | ----------------------- |
| Palazzi                   | Archivio di Stato · Biblioteca provinciale · Camera di commercio · Casa del Balilla · Casa del Combattente · Castel Terracena · Complesso edificazioni di San Pietro a Corte · Complesso Edifici Mondo · Complesso Umberto I · Convitto nazionale Torquato Tasso · Convento di San Lorenzo al Monte · Convento di San Pietro e San Giacomo · Convento di San Francesco d'Assisi · Convento di Santa Maria della Consolazione · Ex Seminario Arcivescovile · Ex-Seminario Pio XI · Ospedale/ex-sanatorio "Da Procida" · Palazzo "Annunziatella" · Palazzo della Banca d'Italia · Palazzo Barone · Palazzo Bottiglieri · Palazzo Capasso · Palazzo Carrara · Palazzo Conforti · Palazzo Conservatorio musicale · Palazzo di Città · Palazzo Copeta · Palazzo della Curia · Palazzo D'Agostino · Palazzo D'Alessandro · Palazzo D'Ambrosio · Palazzo d'Avossa · Palazzo De Ruggiero · Palazzo Edilizia · Palazzo Fiore Santamaria · Palazzo Fruscione · Palazzo Genovese · Palazzo Lauro Grotto · Palazzo Liceo Regina Margherita · Palazzo Liceo Tasso · Palazzo Luciani · Palazzo Mancuso · Palazzo Martuscielli · Palazzo Morese · Palazzo Natella · Palazzo Pedace · Palazzo Prefettura · Palazzo Pernigotti · Palazzo Pinto · Palazzo delle Poste · Palazzo Ruggi d'Aragona · Palazzo Sant'Agostino · Palazzo San Massimo · Palazzo Santoro · Palazzo Sorgenti degli Uberti · Tribunale · Villa Tisi · Teatro (Palestra) Pacini |                         |
| Edifici di servizi        | Cittadella Giudiziaria · Crescent · Marina d'Arechi · Porto di Salerno · Porto Masuccio Salernitano · Ospedale Ruggi d'Aragona · Stazione ferroviaria · Stazione di Duomo-Via Vernieri · Stazioni Metropolitana leggera · Stazione marittima · Teatro Verdi · Mercato Ittico · (Strutture esterne al Comune: Università di Salerno · Aeroporto di Salerno · Chiesa-Eremo di San Liberatore) |                         |
| Castelli e Fortificazioni | Castello di Arechi · Forte La Carnale · Torre Angellara · Torre Crestarella · Torre Bastiglia · Torre Picentina · Mura di Salerno |                         |
| Strutture e Liste         | Convento San Francesco · Convento San Nicola · Convento Santa Maria delle Grazie · Cimitero di Salerno · Complesso monumentale di Santa Sofia · Cattedrale di Salerno · Edificazioni industriali · Centrale del latte · Fontana del Tullio · Fontana della Conchiglia · Fontana del Nettuno · Fontana dei Pesci · Fontana del Tenna · Fontana della Saliera · Lista Chiese di Salerno · Largo Sedile del Campo · Lungomare Trieste · Lista Musei di Salerno · Lista Parchi di Salerno · Monastero Monte Vergine · Monumento "Faro della Giustizia" · Museo dello sbarco e Salerno Capitale · Orti cinti (Giardino della Minerva) · Piazza della Libertà · Tempio di Pomona/Acquedotto medievale di Salerno · Via dei Mercanti · Lungoirno · Corso Vittorio Emanuele · Corso Garibaldi · Villa Carrara · Villaggio marino-sanatoriale di Salerno |                         |
| Impianti sportivi         | Stadio Arechi · Stadio Vestuti · Centro sportivo Vincenzo Volpe · Piscina Simone Vitale |                         |